# Muzeum krále železného a zlatého
Muzeum krále železného a zlatého v Českých Budějovicích je jediná stálá expozice v Čechách věnovaná Přemyslu Otakaru II.

## Historie

### Muzeum krále železného a zlatého
Muzeum krále železného a zlatého sídlí ve věži zvané Železná panna na Zátkově nábřeží v Českých Budějovicích. Muzeum bylo připravováno a postupně otevřeno v letech 2019–2021. Expozici inicioval, připravil a muzeum spravuje spolek Města Otakarova. Stálá expozice v gotické hradební věži odkazuje ve čtyřech patrech na život a odkaz Přemysla Otakara II. V expozici je v provedení dvou desítek loutek představen královský dvůr i kopie králova ceremoniálního meče z Vídně, nebo informace o čtyřicítce měst, která založil. Ve videu je prezentace Otakarova korunovačního kříže z Regensburgu. V Muzeu jsou příležitostně vystavovány další exponáty týkající se osobnosti a doby Přemysla Otakara II. Jsou to třeba repliky královských pohřebních insignií z náhrobku Přemysla Otakara II. v Katedrále svatého Víta, Václava a Vojtěcha v Praze, nebo kopie královských insignií, pozlaceného žezla a jablka. Vstup do hradební věže byl probourán v 19. století od nábřeží řeky Malše. Původní vstup do hradní věže byl pouze z prvního patra po ochozu a přízemí s valenou klenbou bylo dostupné pouze po žebříku zevnitř věže. Věž ze 14. století obdélného půdorysu o stranách přibližně 6 x 8 m a přisazená k venkovnímu líci hlavní hradební zdi byla součástí opevnění města v jeho jihozápadní části.

## Galerie

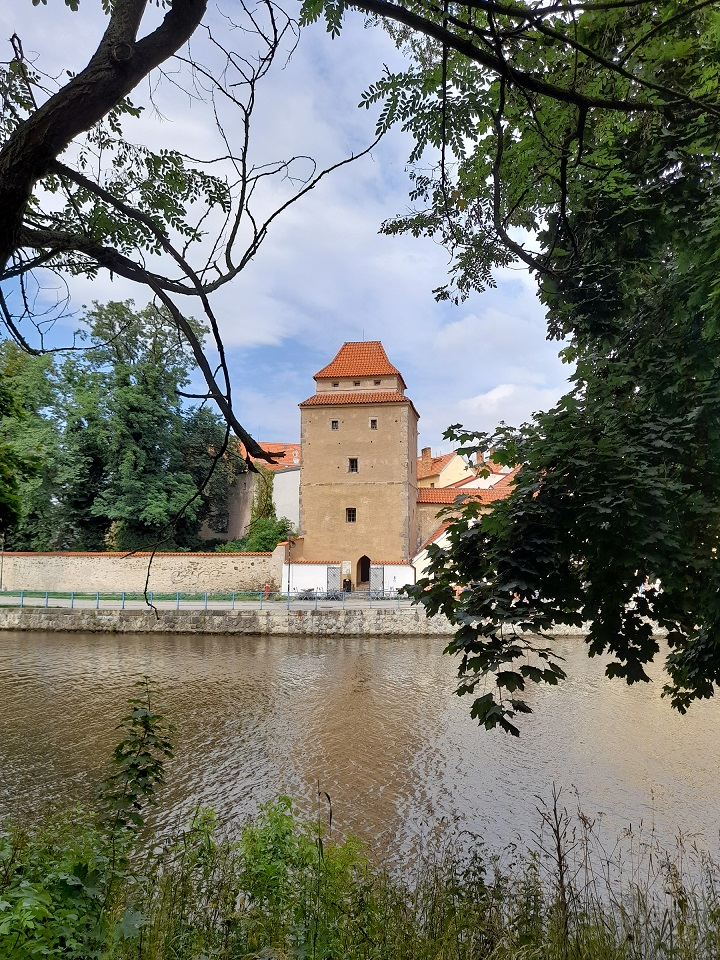
Železná panna
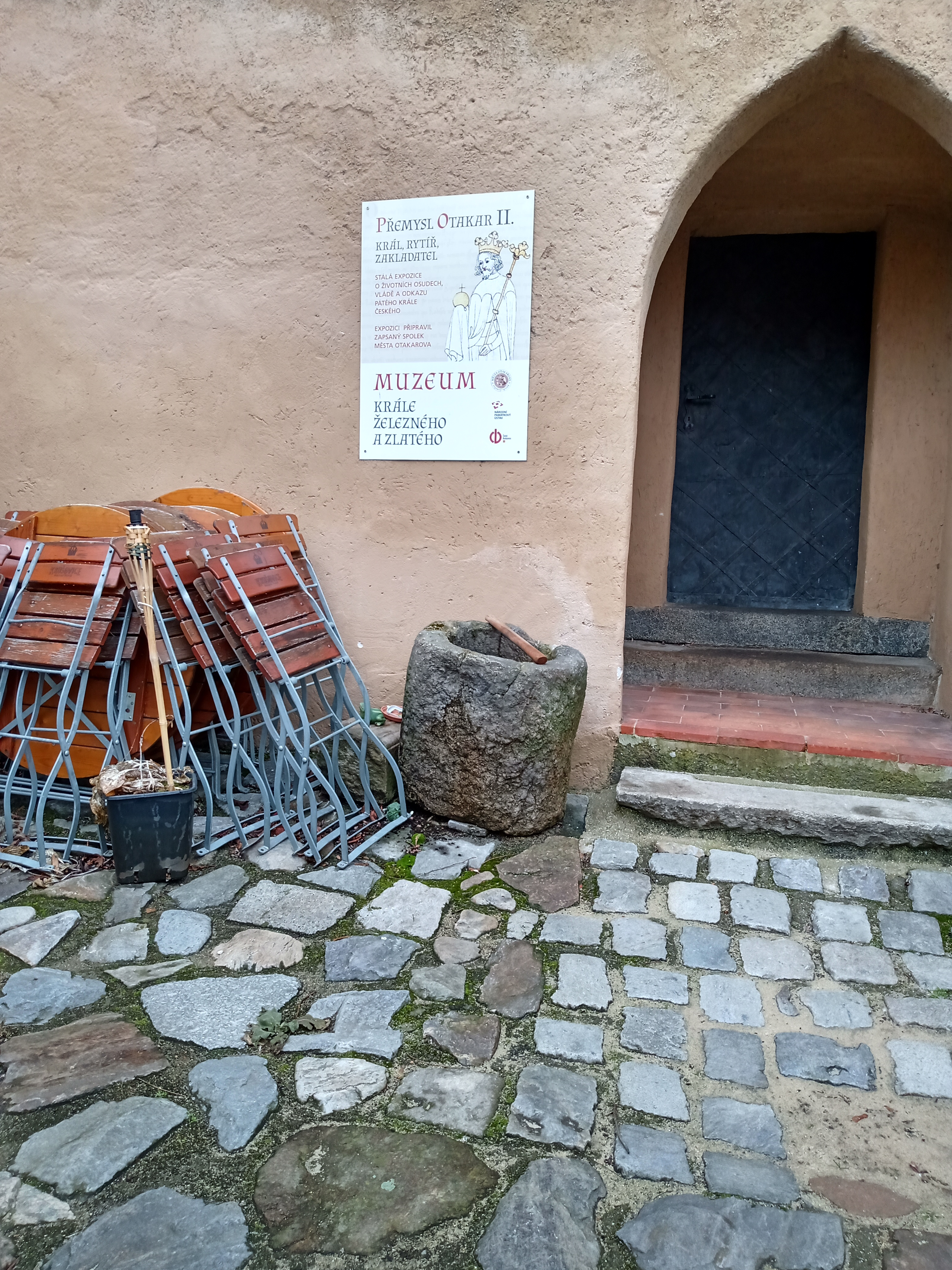
Vstup do muzea
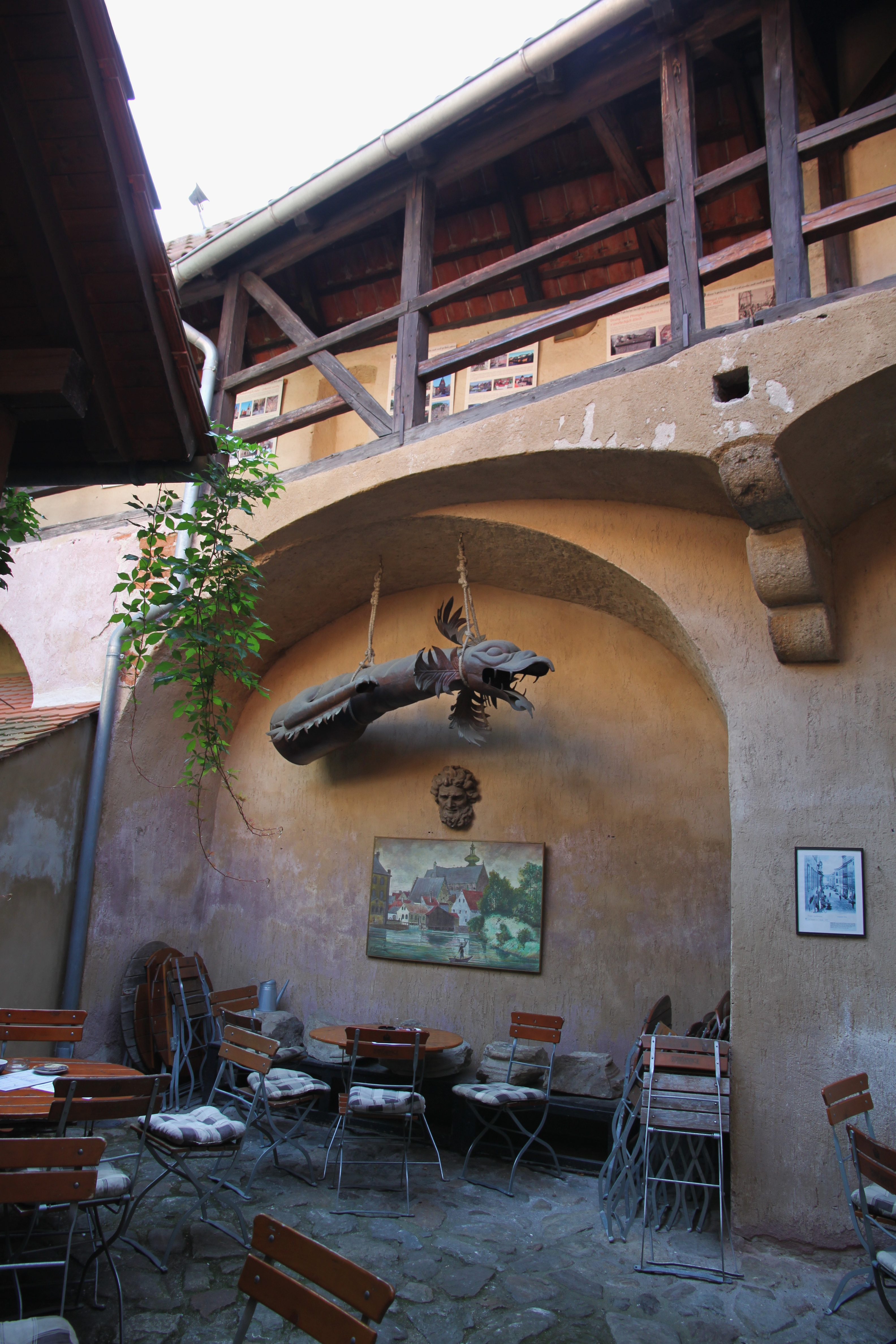
Vstupní nádvoří
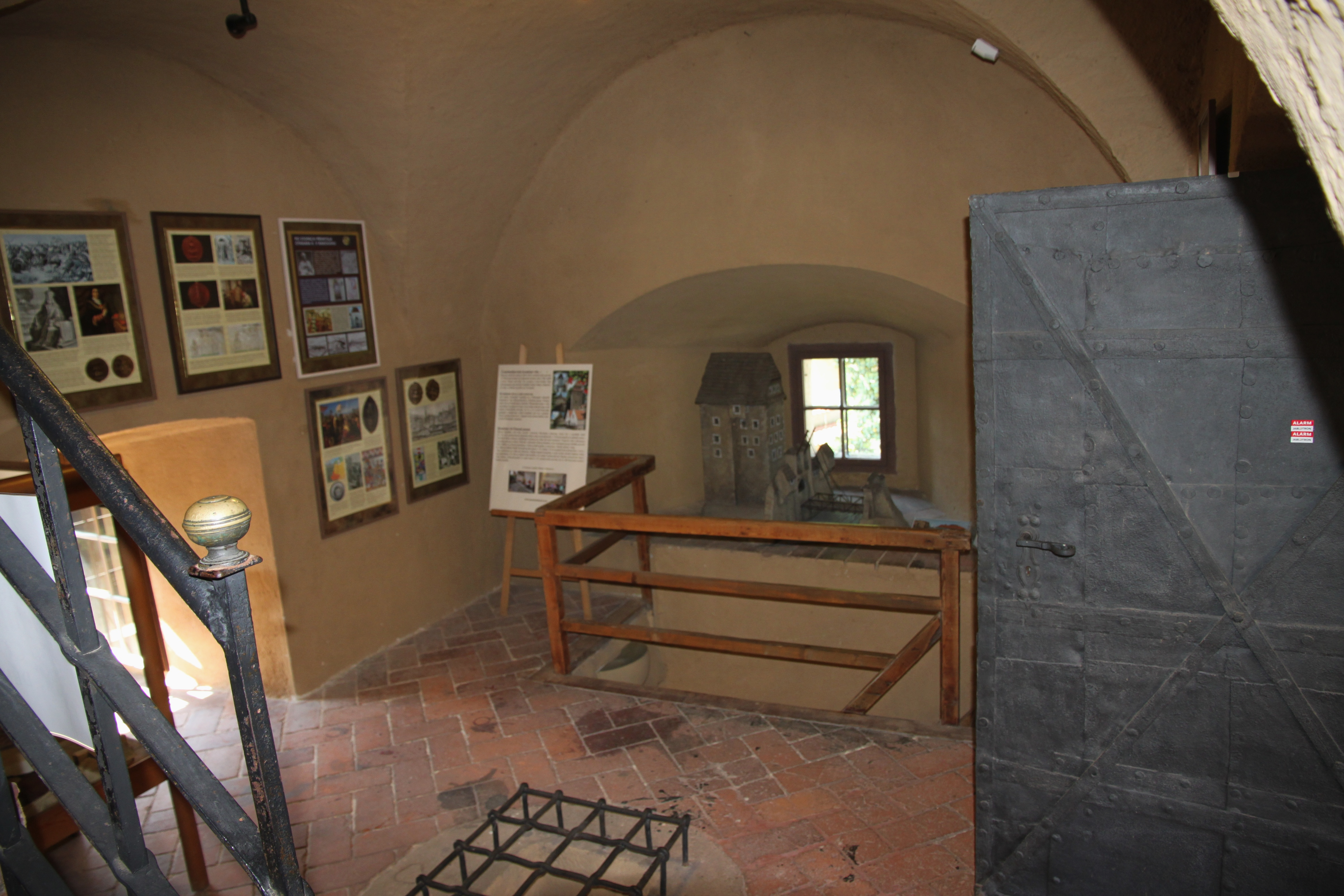
Interiér muzea
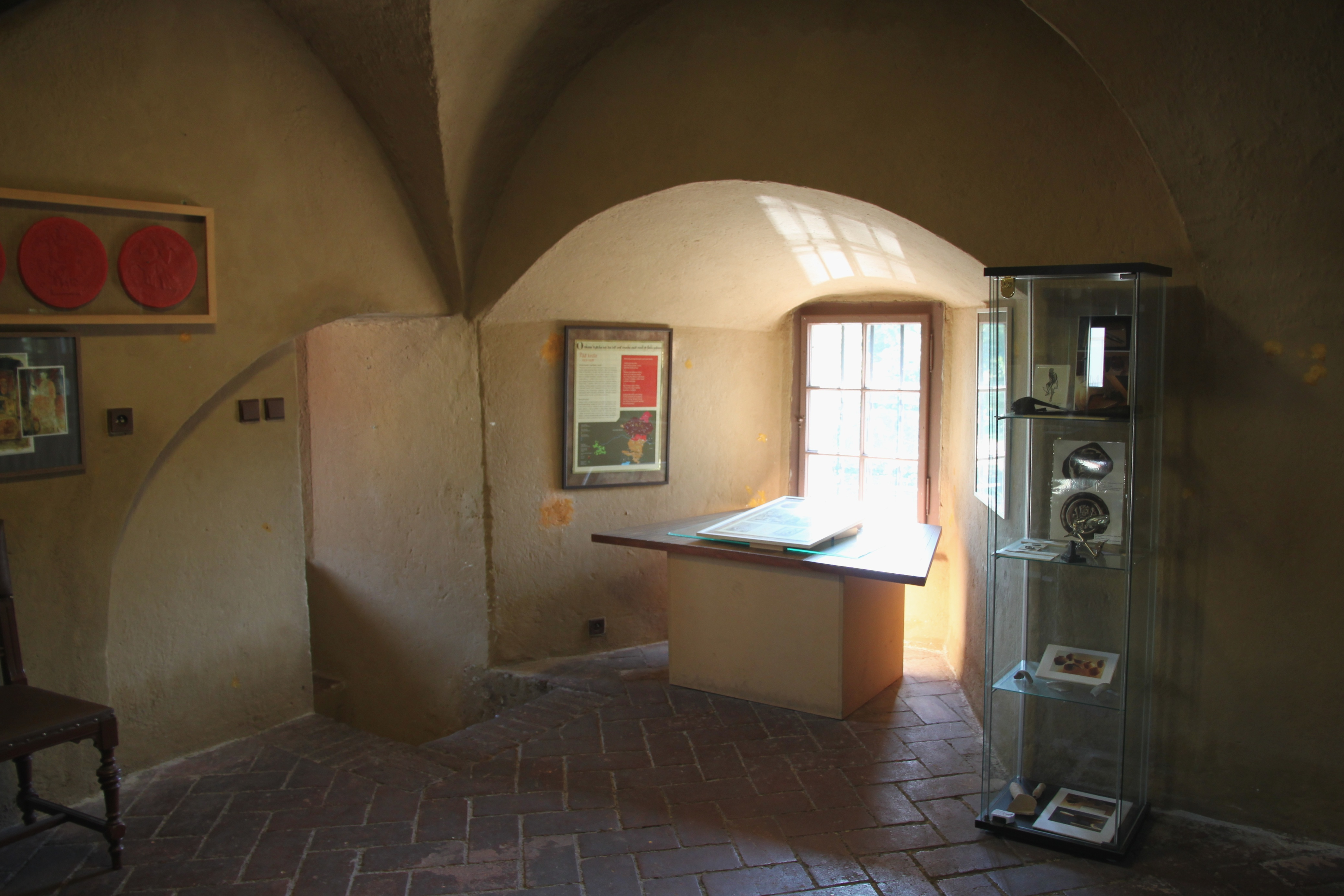
Interiér muzea

### Města Otakarova (spolek)
V roce 2015 kdy se připomínalo 750 výročí založení královského města České Budějovice byly zahájeny i neformální aktivity nově vznikajícího spolku. Přípravný výbor, ve spolupráci s Biskupstvím českobudějovickým a městem České Budějovice připravil výstavu Přemysl Otakar II – král, rytíř, zakladatel. Výstava s doprovodnou konferencí proběhla v bývalém dominikánském klášteře na Piaristickém náměstí v Českých Budějovicích. Úspěšná akce pokračovala v roce 2016 druhou konferencí v Českých Budějovicích na téma Prvních sto let města a první exkurzí na jihovýchodní Moravu a do Dolního Rakouska. Mezi hlavní iniciátory při zřizování spolku a v přípravě akcí patřil Svatomír Mlčoch a Jaromír Schel. Formálně spolek Města Otakarova vznikl v roce 2017 a v březnu stejného roku se podílel na setkání sedmnácti měst založených Přemyslem Otakarem II. uspořádaných v Českých Budějovicích a v Písku. Prvním předsedou spolku se stal Jaromír Schel. Hlavní činností spolku se stalo Desetiletí Otakarových měst 2018 – 2028. Akce byla zahájena setkáním měst, dvěma výstavami a konferencí k české státnosti v červnu 2018 v arcibiskupském paláci a v refektáři Strahovského kláštera v Praze. Oslavné Velké Requiem za krále Přemysla Otakara II. v katedrále sv. Víta sloužil primas český a arcibiskup pražský Dominik, kardinál Duka. Spolek připravil a poskytuje putovní výstavu Přemysl Otakar II. – král, rytíř, zakladatel do měst spojených s osobností Přemysla Otakara II.V březnu 2025 se členové spolku podíleli na přípravě a organizaci programu Via Budvicensis 1265 – 2025 k 760. výročí založení města a získání titulu Evropské hlavní město kultury 2028.Ve své ediční, výstavní i muzejní činnosti bude spolek pokračovat až do roku 2028, kdy se bude připomínat 750 let od smrti pátého krále českého na Moravském poli.